# Бен Воллес (спортсмен)
Бен Кеймі Воллес (англ. Ben Camey Wallace; нар. 10 вересня 1974 року в містечку Вайт-Голл, штат Алабама) — американський професійний баскетболіст, який завершив кар'єру у 2012 році. Носить прізвиська Біг-Бен і Тіло, грав на позиції центрового і важкого форварда. Чотири рази (2002, 2003, 2005, 2006) визнавався найкращим гравцем оборони НБА, чого до цього добивався лише один баскетболіст — Дикембе Мутомбо, і вважався одним з найсильніших гравців оборони в НБА 2000-х років. Найбільших успіхів Воллес домігся, виступаючи за «Детройт Пістонс», вигравши з цією командою чемпіонат 2004 року.

## Ранні роки
Бен Воллес народився в небагатій родині, був десятим з одинадцяти дітей. Разом з вісьмома старшими братами Бен в дитинстві підробляв на пекановій фермі. На зароблені гроші хлопчики купили баскетбольне кільце і встановили його поруч з будинком. Оскільки Бен був наймолодшим серед братів, з ним не часто ділилися м'ячем, тому йому доводилося постійно за нього боротися, щоб пограти. В інтерв'ю журналу Sports Illustrated він розповів: «Якщо я хотів отримати м'яч, то спершу я повинен був його перехопити, підібрати на відскоку від кільця або наздогнати, коли він йшов в аут».
В центральній середній школі міста Хейнвилля Воллес активно займався спортом і входив у збірні штату з баскетболу, американського футболу та бейсболу. У 1991 році Воллес дізнався, що в Алабамі, всього в 60 милях від його будинку, влаштовують юнацький баскетбольний табір, де з хлопцями займався відомий баскетболіст Чарльз Оклі, який виступав за «Чикаго Буллз» і «Нью-Йорк Нікс». Щоб накопичити 50 доларів, необхідних для зарахування в табір, Воллес робив всім бажаючим зачіски за три долари. Оклі був вражений мобільністю молодого гравця і надалі допоміг Бену зробити кар'єру в баскетболі.
У 1992 році Воллес вступив у місцевий коледж Каяхоги в Клівленді, штат Огайо. У другій рік виступів в місцевій команді Бен мав чудові показники гри в захисті — в середньому 17 підбирань і 7 блокшотів за гру. Після закінчення коледжу Оклі порекомендував Воллеса в Університет Віргінія Юніон, де вчився сам. Місцеві «Пантери» виступали у другому дивізіоні Національної асоціації студентського спорту. Воллес, результативно граючи в нападі і в середньому набираючи 13.4 очка за гру (це набагато вище показника в НБА), допоміг команді вийти у фінал чотирьох чемпіонатів і був включений в символічну збірну другого дивізіону. У 1996 році Уоллес закінчив університет, де його основним предметом було кримінальне судочинство.
Незважаючи на його успіхи в студентському баскетболі, до Воллеса на драфті 1996 року клуби НБА інтересу не виявили. Його погано знали скаути професійних команд, до того ж його ріст був дещо нижче типового для позиції центрового, на якій він грав. Не знайшовши інших варіантів, Воллес поїхав в Італію, де близько місяця грав за команду міста Реджо-ді-Калабрія.

## Кар'єра в НБА

### Вашингтон
2 жовтня 1996 року Воллес все-таки потрапив в НБА, підписавши, як вільний агент, контракт з клубом «Вашингтон Буллітс» (через рік команда змінила назву на «Вашингтон Візардс»). У дебютному сезоні він взяв участь лише в 34 іграх Вашингтона, в середньому проводячи на майданчику близько 6 хвилин. У наступному сезоні кар'єра Воллеса «пішла в гору». Він все ще не був основним гравцем команди, але став проводити на майданчику набагато більше часу, а в лютому 1998 року видав серію блискучих ігор. Воллес ефективно боровся під обома щитами, в середньому роблячи по вісім підбирань за гру, одразу став улюбленцем уболівальників і отримав схвальні відгуки у спортивній пресі. Для самого Бена такі результати стали несподіваними, сам він так говорив про цей період: «Я знав, що можу грати на такому рівні, але не знав, що це настане так скоро». Сезон, правда, був затьмарений тим, що у Воллеса вкрали його позашляховик Chevrolet Tahoe, оснащений за останнім словом техніки, який він купив одразу після підписання контракту з «Візардс».

### Орландо
У 1999 році стрімко прогресуючого Воллеса разом з Тімом Леглером, Террі Девісом і Джеффом Макайннисом обміняли в «Орландо Меджік» на Айка Остіна. В Орландо Бен став гравцем стартової п'ятірки і виходив на майданчик з перших хвилин у 81 грі. За підбір (8,2 в середньому за гру) він за підсумками сезону увійшов до двадцятки найкращих в НБА. Маючи досить середній за мірками НБА склад, «Меджік» виступили в сезоні 1999/2000 невдало, посівши лише 4-е місце в Атлантичному дивізіоні і не потрапивши до плей-офф.
3 серпня 2000 року Бена разом з Чаком Эткинсом обміняли в «Детройт Пістонс» на Гранту Хілла, хоча передбачалося, що Хілл переїде в Орландо як вільний агент, однак він попередньо продовжив контракт з «Пістонс». Ця угода дозволила самому Хіллу отримати більш вигідний контракт, а команді з Детройта компенсувати втрату її головної зірки.

### Детройт
У Детройті Воллес вийшов на новий рівень гри, його показники гри як в атаці, так і в захисті значно покращилися. Своєю грою він заслужив любов уболівальників, ставши найпопулярнішим гравцем команди початку 2000-х років. Вболівальники приходили на домашні ігри «Пістонс» в перуках, що імітують фірмову зачіску Бена в стилі афро. Зазвичай з цією зачіскою він виходив лише на домашні ігри «Пістонс», воліючи на виїзні заплітати волосся в африканські косички. Футболки з його портретом добре продавалися навіть за межами Детройта. Коли Воллес на домашньому майданчику в Детройті закидав м'яч в корзину або робив блокшот, лунав звук гонга, що символізувало бій годинника Біг Бена, як прозвали Воллеса вболівальники.
У Детройті Воллес став не тільки улюбленцем уболівальників, але і зіркою НБА. Особливо вдавалася йому гра в обороні, і він чотири рази визнавався найкращим оборонним гравцем НБА в сезонах 2001/2002, 2002/2003, 2004/2005 та 2005/2006. В сезонах 2001/2002 та 2002/2003 він ставав найкращим у лізі за підборами і блокшотам. У 2003 році вболівальники проголосували за участь Воллеса у матчі всіх зірок НБА в ролі центрового у стартовій п'ятірці Східної Конференції. Він став першим гравцем в історії, якому вдалося, не будучи обраним на драфті, опинитися в стартовій п'ятірці матчу всіх зірок. Бен Воллес разом з Чонсі Біллапсом був капітаном «Пістонс» в переможному для команди чемпіонаті 2004 року.
21 листопада 2004 року Воллес був дискваліфікований на 6 ігор комісаром Девідом Стерном за свою участь в масовій бійці на домашній арені «Пістонс», The Palace of Auburn Hills, двома днями раніше. Після того, як порушив правила захисник команди «Індіана Пейсерс», Рон Артест, Воллес у відповідь його грубо штовхнув, а далі зав'язалася невелика бійка між гравцями обох команд. Коли Артест став насміхатися над результативністю Воллеса, Бен жбурнув у нього рушником, а один з місцевих уболівальників кинув у голову Артеста пивний кухоль, після чого почалася масова бійка за участю гравців «Пістонс», «Пэйсер» і детройтських вболівальників, яка отримала в пресі назву «Побоїще в палаці» (назва домашньої майданчика «Пістонс» перекладається як «Палац Оберн-Хіллз»).
1 липня 2006 року в 5-й грі фіналу Східної Конференції між «Маямі Гіт» і «Детройт Пістонс» Бен Воллес зробив чудовий блокшот Шакілу О'Нілу, після якого той повалився на підлогу. Навіть тренер «Хіт», Пет Райлі, удостоїв Воллеса похвали, сказавши, що рідко кому вдається блокувати О'Ніла.
Президент «Детройта Пістонс», Джо Думарс, пообіцяв Воллесу після закінчення його старого контракту укласти з ним новий, який зробив би Бена найвисокооплачуванішим гравцем в історії «Пістонс». Сам Воллес не приховував свого ентузіазму з цього приводу, зазначивши, що він, найімовірніше, залишиться в разі такої пропозиції. Думарс дотримав обіцянки і очікував, що основний центровий команди підпише новий чотирирічний контракт, за яким одержить від 48 до 50 мільйонів доларів, що стало б найвищою зарплатою в історії команди. Однак Воллес волів прийняти пропозицію «Чикаго Буллз».

### Чикаго
13 липня 2006 року Воллес підписав чотирирічний контракт з чиказької командою, за яким він повинен був отримати 60 мільйонів доларів.

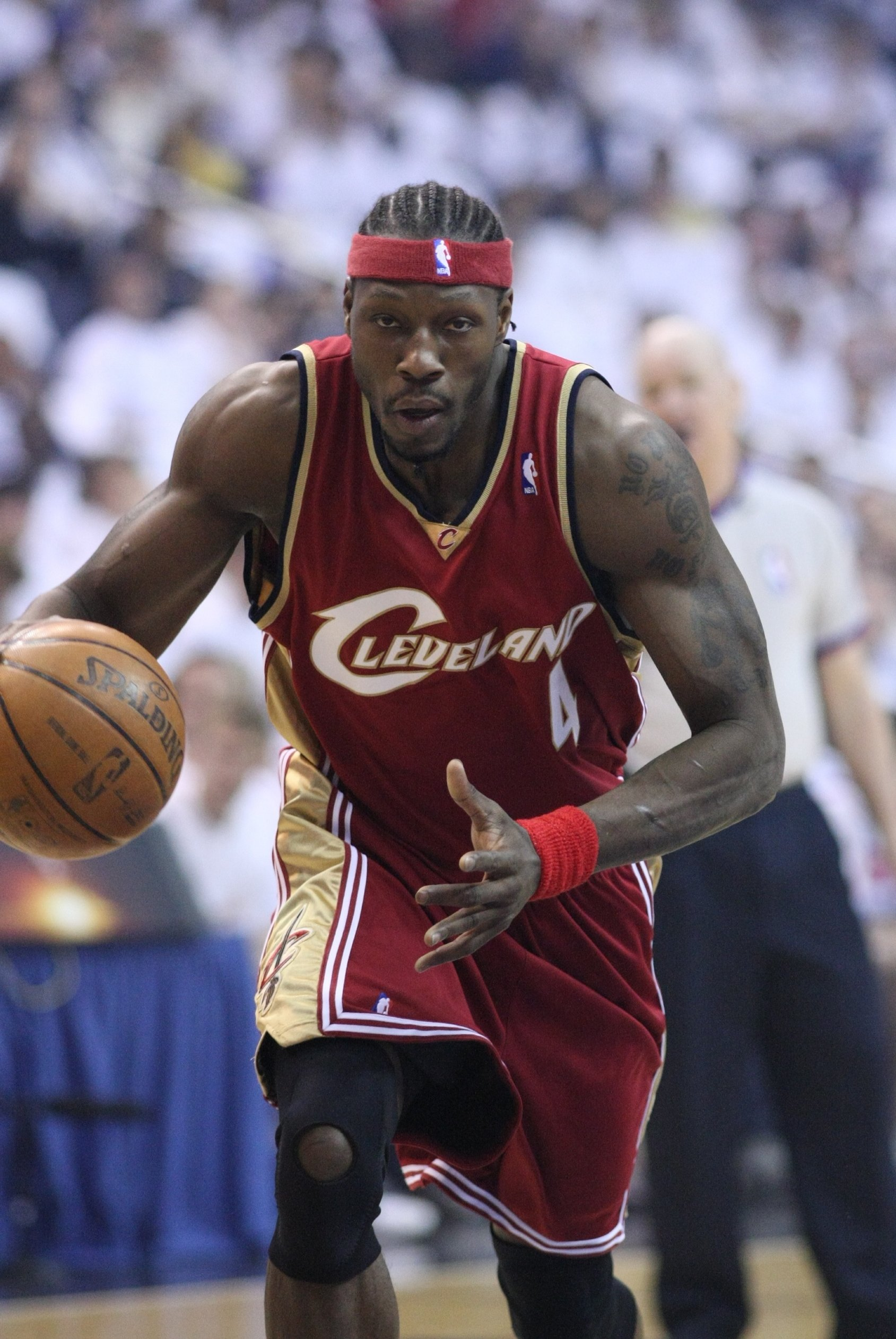
Бен Воллес у грі за «Клівленд Кавальєрс». 27 квітня 2008 року

25 листопада 2006 року в Нью-Йорку Воллес вийшов на гру проти місцевих «Нікс» з пов'язкою на голові. При цьому головний тренер «Чикаго Буллз» Скотт Скайлз і менеджер команди Джон Пэкссон гравцям заборонили носіння пов'язок. Скайлз зняв Воллеса з гри і повернув на майданчик лише тоді, коли гравець зняв пов'язку. Проте на другу половину гри він знову вийшов у пов'язці і знову опинився на лаві запасних. Через кілька днів Воллес дав інтерв'ю, в якому сказав: «Я знав, що нам не дозволяється надягати на голову пов'язки. Якщо ви знаєте правило і порушуєте його, ви повинні бути готові до покарання… але я про це не шкодую».
Воллес не одягав пов'язку з того інциденту і ще раз прокоментував його, назвавши причиною порушення загального для всієї команди правила, бажанням розворушити партнерів, оскільки «Чикаго Буллз» на той момент почали сезон вкрай погано, програвши 9 ігор при 4 перемогах. Після цього матчу гра у чиказької команди пішла в гору, і вона виграла 14 ігор при 3 поразках у грудні. За підсумками сезону 2006/2007 «Буллз» посіли третє місце в Центральному дивізіоні (після Клівленда і Детройта) і п'яте місце в Східній конференції, що дозволило їм вийти в плей-офф. У першому раунді легко були пройдені «Маямі Хіт» (4-0), а в півфіналі конференції дорогу чикагців перегородив колишній клуб Воллеса, «Детройт Пістонс» (2-4).
За півтора сезони в «Чикаго Буллз» Воллес не показував свого рівня часів Детройта. У середньому в грі за клуб він набирав 5.7 очок, робив 9.7 підбирань і 2 блокшота, що нижче середнього кар'єрного показника. У другому сезоні він пропустив багато ігор через травму коліна, і в підсумку залишив Чикаго.

### Клівленд
21 лютого 2008 року в результаті угоди між «Чикаго Буллз», «Клівленд Кавальєрс» і «Сіетл Суперсоникс» Воллес став гравцем «Кавс». Віддавши своє звичне місце центрового Жидрунасу Ілгаускасу, в «Клівленді» він став грати на позиції важкого форварда, на якій виступав у свої перші роки в НБА. Воллес проводив на майданчику менше часу, ніж під час виступів за «Пістонс» і «Буллз», і показники його зі зміною позиції помітно погіршилися, проте він все одно був гравцем стартової п'ятірки і допоміг команді вийти у другий раунд плей-офф, де «Кавс» у впертій боротьбі (3-4) поступилися майбутньому чемпіону, «Бостон Селтікс».
У сезоні 2008/2009 Воллес знову грав на позиції важкого форварда. Його роль на майданчику змінилася порівняно з попередніми сезонами завдяки наявності у «Кавальерс» високого центрового Ілгаускаса, тому замість звичної боротьби під кільцем Воллес зосередився на позиційному захисті і заслонах для Леброна Джеймса в нападі. Хоча статистично цей сезон став найгіршим для Бена за останні десять років, він допоміг клівлендській команді зайняти перше місце в Східній конференції і отримати кращу різницю перемог і поразок в лізі. 26 лютого 2009 року в матчі проти «Х'юстон Рокетс» після верхової боротьби проти Яо Міна Воллес невдало приземлився на паркет і зламав малогомілкову кістку правої ноги, в результаті чого він пропустив близько третини матчів сезону. Повернувшись у квітні 2009 року, він став регулярно виходити на майданчик з лавки запасних і у всіх 14 матчах серії плей-офф 2009, зіграних «Кавальерс», був наступником Андерсона Варежао.
Після поразки «Кавальерс» у фіналі Східної конференції Бен Воллес заявив, що через травми, погіршення результативності та втрати пристрасті до гри він подумує про відхід з професійного баскетболу. Контракт Воллеса закінчувався влітку 2010 року, до його закінчення Бен повинен був отримати зарплати на 14 мільйонів доларів.

### Повернення в Детройт

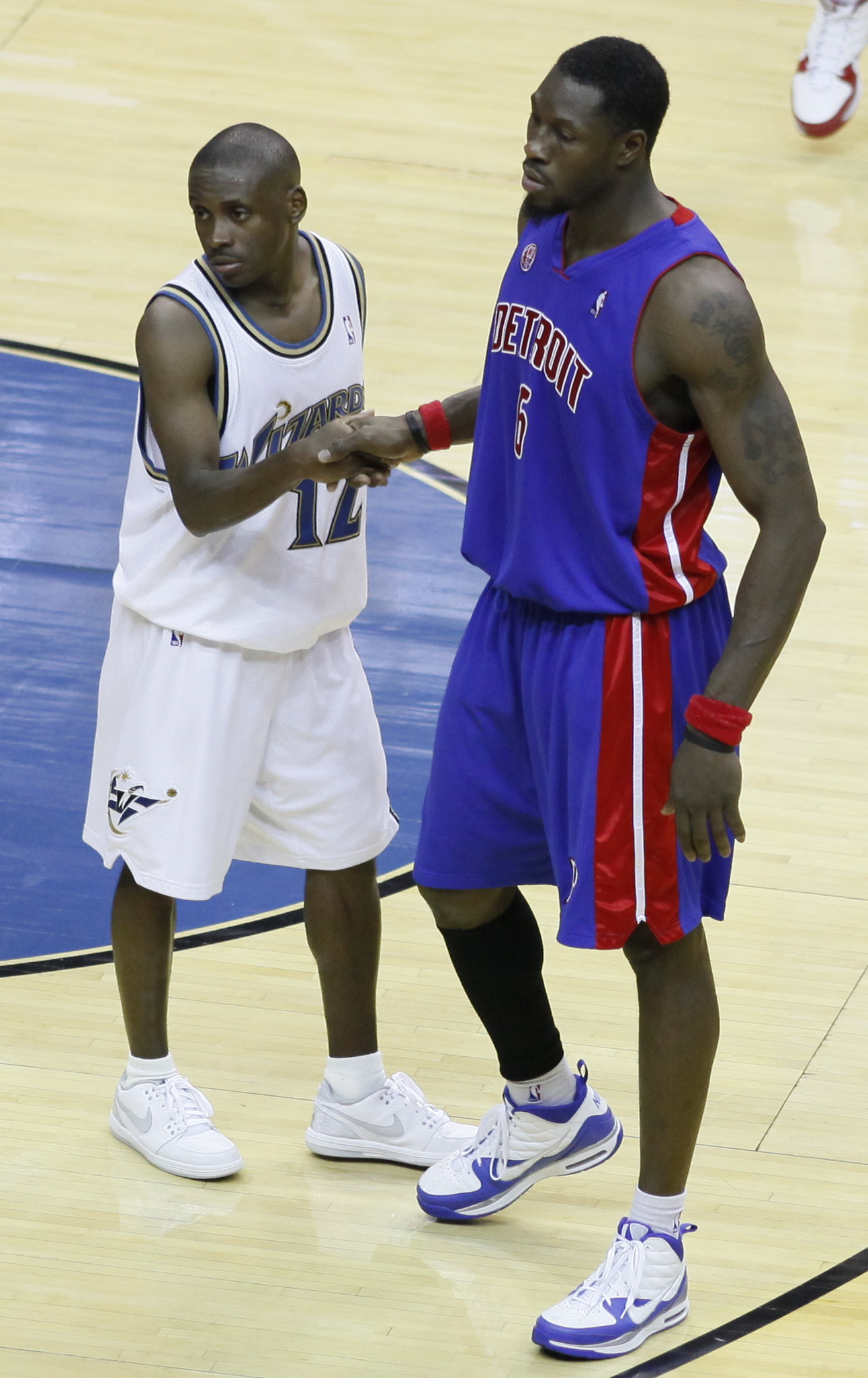
Бен Воллес після повернення в «Детройт»

25 червня 2009 року «Кавальерс» обміняли Воллеса разом з Олександром Павловичем, правом вибору під 46-м номером на драфті 2009 року і грошовою компенсацією у «Фінікс Санз» на Шакіла О'Ніла. «Клівленду» ця угода дозволила зміцнити передню лінію, слабкість якої стала головною причиною поразки у фіналі Східної конференції 2009 року від «Орландо Меджік» з їх потужним центровим Дуайтом Ховардом. «Фініксу» цей обмін дозволив скоротити витрати на зарплату гравцям. Незабаром «Санз» викупили контракт Воллеса, виплативши йому 10 мільйонів доларів. На початку серпня 2009 року Бен повернувся у «Детройт Пістонс», підписавши з командою контракт на один рік, за який він отримає лише 1,3 мільйона. У «Пістонс» Воллес знову зайняв позицію стартового центрового. У сезоні 2009/2010 Воллес в середньому за гру набирав 5,5 очка, робив 8,7 підбору і 1,2 блокшота.
У серпні 2010 року 35-річний Воллес підписав з «Пістонс» новий контракт на два роки із зарплатою 1,9 млн доларів за сезон.

## Характеристика гравця
Уоллес грав на позиції центрового і вважався головним спеціалістом команди по грі в захисті (як в Детройті, так і в Чикаго). У 2006 році він у четвертий раз був визнаний найкращим оборонним гравцем НБА. При цьому його фізичні дані нижче середнього рівня для типових центрових (206 см — зріст і 109 кг — вага) і більше підходять для важкого форварда.
Цей недолік йому вдалося компенсувати відмінною фізичною формою, яка дозволяла йому вигравати більшість єдиноборств навіть з більш великими суперниками, набираючи в середньому 10.7 підбирань, 2.2 блокшота і 1.34 перехоплення за гру протягом усієї кар'єри. Воллес особливо славився своїм вмінням гри під кільцем, що дозволяло його партнерам по команді більш агресивно діяти в обороні по периметру. У Детройті таким чином була організована вся оборона. Хороша реакція дозволяла Воллесу ефективно захищатися без отримання великої кількості персональних зауважень, середня кількість фолів за гру (2.1) протягом всієї його кар'єри вважається дуже низьким для гравця його амплуа. Крім того, Бена відрізняв хороший рівень самовіддачі — у відповідальних матчах він практично завжди був одним з найкращих на майданчику.
Слабка сторона Воллеса — гра в нападі. Його середній результат — 6,6 очок і 1,3 передачі за гру — дуже скромний. В основному його роль в нападі зводилась до знаходження поруч з кошиком для коротких кидків (або слем-данків) і боротьби за підбори в нападі. Як і більшість великогабаритних гравців НБА, таких як Шакіл О'Ніл і Уїлт Чемберлен, Воллес погано кидає штрафні. Фактично він — найгірший гравець за штрафними кидками в історії НБА з тих, хто робив більше 1000 спроб; на травень 2009 року його середній результат становив всього 41,8 %. Багато в чому у такої низької результативності винна операція на правій руці, в результаті якої було вилучено кілька низок. Хоча деякі вважають, що проблема Воллеса пов'язана не з травмою, а з невмінням концентруватися на кидку, оскільки на тренуваннях він досить успішно виконує штрафні кидки.

## Особисте життя
Бен вступив в законний шлюб в 2001 році і зараз з дружиною Чандой виховує двох синів, Бена-молодшого і Брюса та дочку Бейлі. Захоплюється колекціонуванням моделей автомобілів на дистанційному управлінні, влітку 2007 року його колекція налічувала 130—150 автомобілів.
У 2011 році Воллес був заарештований за звинуваченням у водінні в нетверезому стані і носінні зброї. Він був засуджений до року умовного терміну.
В інтерв'ю The Score Television Network він розповів, що є великим фанатом професійного реслінга, а його улюбленими реслерами є Андре Гігант, Великий Джон Стадд, Халк Хоган і Джон Сіна.

## Досягнення
- Чемпіон НБА: 2004
- 4 рази брав участь у матчі всіх зірок НБА: 2003, 2004, 2005, 2006
- 4 рази ставав найкращим оборонним гравцем НБА: 2002, 2003, 2005, 2006
- 6 разів був включений у команду зірок захисту НБА:

- в першу команду: 2002, 2003, 2004, 2005, 2006
- у другу команду: 2007

- 5 разів входив у збірну зірок НБА:

- у другу команду: 2003, 2004, 2006
- у третю команду: 2002, 2005

- 2 рази ставав найкращим в сезоні НБА за середнім показником підбирань за гру: 2002 (13.0), 2003 (15.4)
- 1 раз ставав найкращим в сезоні НБА за середнім показником блокшота за гру: 2002 (3.5)
- 2 рази ставав найкращим в сезоні НБА за загальною кількістю підбирань: 2001 (1052), 2003 (1026)
- 1 раз ставав найкращим в сезоні НБА за загальною кількістю підбирань в захист: 2001 (749)
- 2 рази ставав найкращим в сезоні НБА за загальною кількістю підбирань в нападі: 2003 (293), 2006 (301)
- 1 раз ставав найкращим в сезоні НБА за загальною кількістю блокшота: 2002 (278)

### Рекорди і досягнення в НБА
- Єдиний гравець в історії НБА, який робив 1000 підбирань, 100 блокшота і 100 перехоплень в 4-х сезонах поспіль (2001-04).
- Один з трьох гравців в історії НБА,які робили не менше 150 блокшотів і 100 перехоплень в 7 сезонах поспіль (2001-07) (двоє інших — Хакім Оладжьювон і Девід Робінсон).
- Один з п'яти гравців в історії НБА, які стали найкращими в одному і тому ж сезоні за середнім показником підбирань і блокшотів (четверо інших — Карім Абдул-Джаббар, Білл Уолтон, Хакім Оладжьювон і Дуайт Ховард).
- Єдиний гравець, який прийшов в НБА без драфту, якого обрали для участі у Матчі всіх зірок НБА у стартовій п'ятірці.
- Один з двох гравців в історії НБА, які отримували звання найкращого оборонного грався НБА 4 рази (другий — Дикембе Мутомбо).

### Встановлені Воллесом рекорди «Детройт Пістонс» (15)

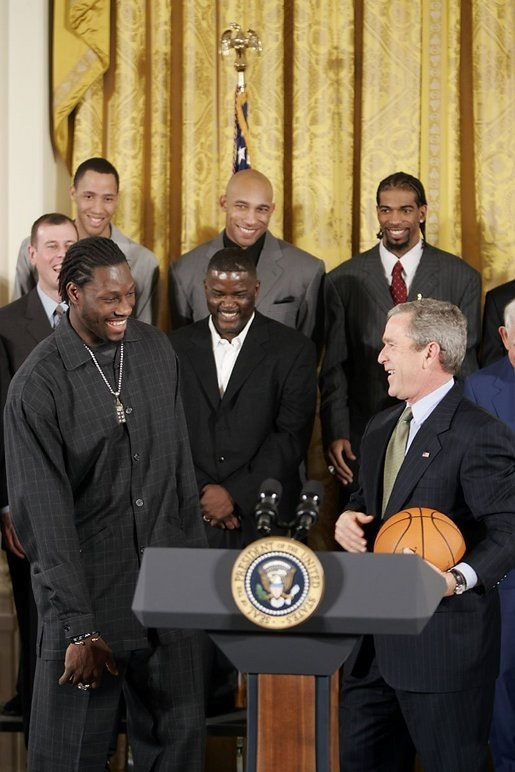
Бен Воллес разом з «Пістонс» на зустрічі з президентом Бушем у 2004 році

- Найбільше блокшотів в історії команди: 1,297 (2000—2006)
- Найбільше блокшотів в
  - одній грі: 10 (10 листопада 2002 проти «Маямі Гіт»)
  - одній половині: 7 (1 лютого 2003 проти «Нью-Джерсі Нетс»)
  - одній чверті: 5 (10 березня 2002 проти «Індіана Пейсерс»)
  - одному сезоні: 278 (2001-02)
- Найвищий показник блокшотів в середньому за гру в сезоні: 3.48 (2001-02)
- Найбільше підборів захисту в чверті: 10 (18 листопада 2002 проти «Нью-Йорк Нікс»).
- Найбільше підборів в половині, плей-офф: 17 (4-а гра першого раунду Східної Конференції 2003)
- Найбільше підборів в чверті, плей-офф: 13 (4-а гра першого раунду Східної Конференції 2003)
- Найбільше підборів в нападі у грі плей-офф: 11 (3-я гра півфіналу Східної Конференції 2004)
- Найбільше підборів в нападі на половині, плей-офф: 7 (3-я гра півфіналу Східної Конференції 2004)
- Найбільше підборів захисту у грі плей-офф: 17 (1-а гра фіналу Східної Конференції 2003)
- Найбільше підборів захисту в половині, плей-офф: 12 (1-а гра фіналу Східної Конференції 2003)
- Найбільше підборів захисту чверті, плей-офф: 9 (1-а гра фіналу Східної Конференції 2003)
- Найбільше перехоплень в грі плей-офф: 7 (4-а гра першого раунду Східної Конференції 2003)

### Інші
- Входив до складу національної збірної США на чемпіонаті світу 2002 року.